# Junior Libertas Pallacanestro 2008-2009
La Junior Casale Monferrato 2008-2009, sponsorizzata Fastweb, ha preso parte al campionato professionistico italiano di Legadue.

## Risultati
- Legadue:
  - stagione regolare: 4ª classificata su 16 squadre (17-13);
  - playoff: semifinale, eliminati dalla Vanoli Soresina (2-3);
- Coppa Italia di Legadue: eliminata.

## Roster
| Giocatori |
| --------- |

|    | Naz.                                       | Ruolo | Sportivo            | Anno | Alt. | Peso |  |
| -- | ------------------------------------------ | ----- | ------------------- | ---- | ---- | ---- |  |
| 4  | Stati Uniti (bandiera)                     | PG    | Zabian Dowdell      | 1984 | 192  | 90   |  |
| 5  | Stati Uniti (bandiera) · Italia (bandiera) | P     | Donte Mathis        | 1977 | 190  | 85   |  |
| 6  | Stati Uniti (bandiera)                     | AC    | Jamar Smith         | 1980 | 204  | 104  |  |
| 7  | Italia (bandiera)                          | GA    | Giovanni Rugolo     | 1981 | 207  | 97   |  |
| 9  | Italia (bandiera)                          | G     | Matteo Formenti     | 1982 | 194  | 90   |  |
| 10 | Italia (bandiera)                          | A     | Simone Pierich      | 1981 | 198  | 97   |  |
| 14 | Italia (bandiera)                          | AC    | Tommaso Fantoni     | 1985 | 204  | 100  |  |
| 18 | Italia (bandiera)                          | AC    | Marco Tagliabue     | 1986 | 207  | 97   |  |
| 19 | Italia (bandiera)                          | A     | Andrea Ghiacci      | 1981 | 200  | 100  |  |
| 20 | Italia (bandiera)                          | A     | Alessandro Garofalo | 1985 | 197  | 90   |  |

| Staff tecnico             |
| ------------------------- |
| Allenatore: Marco Crespi  |
| Assistente: Marco Gandini |

| Giocatori acquisiti a stagione in corso |
| --------------------------------------- |

|    | Naz.                   | Ruolo | Sportivo                    | Anno | Alt. | Peso |  |
| -- | ---------------------- | ----- | --------------------------- | ---- | ---- | ---- |  |
| 8  | Regno Unito (bandiera) | AC    | Nick George dal 9 dicembre  | 1982 | 202  | 95   |  |
| 16 | Germania (bandiera)    | AC    | Sven Schultze dal 24 aprile | 1978 | 207  | 110  |  |

| Giocatori ceduti a stagione in corso |
| ------------------------------------ |

|    | Naz.                                            | Ruolo | Sportivo                              | Anno | Alt. | Peso |  |
| -- | ----------------------------------------------- | ----- | ------------------------------------- | ---- | ---- | ---- |  |
| 16 | Stati Uniti (bandiera) · Regno Unito (bandiera) | AC    | Rodger Farrington fino al 12 dicembre | 1976 | 200  | 105  |  |

Legaduebasket: Dettaglio statistico